# Apple A10X
Apple A10X Fusion là một hệ thống trên chip 64 bit dựa trên ARM (SoC) được thiết kế bởi Apple Inc. và được sản xuất bởi TSMC. Nó xuất hiện lần đầu tiên trong iPad Pro 10,5" và iPad Pro 12,9" thế hệ thứ 2, cả hai đã được công bố vào ngày 5 tháng 6 năm 2017. A10X là biến thể của A10 và Apple tuyên bố rằng nó có hiệu suất CPU nhanh hơn 30% và hiệu suất GPU nhanh hơn 40% so với người tiền nhiệm A9X.

## Thiết kế
A10X có CPU 64-bit 2,38 GHz  ARMv8-A do Apple thiết kế, với ba nhân Hurricane hiệu suất cao và ba nhân Zephyr tiết kiệm năng lượng. A10X cũng tích hợp bộ xử lý đồ họa 12 nhân (GPU) giống như các nhân Imagination PowerVR tùy chỉnh của Apple được sử dụng trong A10. Được nhúng trong A10X là bộ đồng xử lý chuyển động M10.
Được xây dựng trên quy trình 10 nm FinFET của TSMC  với kích thước khuôn là 96,4mm², A10X nhỏ hơn 34% so với A9X và tính đến tháng 6 năm 2017 là SoC iPad nhỏ nhất. A10X là chip TSMC 10 nm đầu tiên được sử dụng bởi một thiết bị.
A10X được kết hợp với bộ nhớ LPDDR4 4 GB trong iPad Pro 12,9" thế hệ 2  và iPad Pro 10,5", và 3 GB trong Apple TV 4K.

## Các sản phẩm bao gồm Apple A10X
- iPad Pro 10.5" (2017)
- iPad Pro 12.9" Thế hệ 2 (2017)
- Apple TV 4K hoặc "Thế hệ thứ 5" (2017)